# The Same Star
The Same Star är den engelska versionen av en låt, skriven och producerad av den ukrainska sångerskan Ruslana. Singeln släpptes år 2005 i ett flertal europeiska länder. Låten finns också med på Ruslanas album Wild Dances. Singeln låg etta på listor i bland annat Ukraina och Rumänien.

## Låtlista
1. The Same Star (Intro)
2. The Same Star (Album version)
3. Skazhy meni (Ukrainian version)
4. Skazhy meni (House mix)
5. Skazhy meni (Hard & Phatt mix)
6. The Same Star (Club mix)
7. The Same Star (Instrumental version)
8. The Same Star (Brass & Strings mix)
9. The Same Star (Acapella version)